# 우양HC
우양HC 주식회사(Wooyang HC)는 대한민국의 플랜트 기업이다. 화공플랜트, 발전플랜트, 환경플랜트 등의 사업 부문을 운영하고 있다.

## 역사
2012년 코스닥 시장에 상장되었으나, 2014년 대표이사의 횡령 및 재무건전성 악화로 인해 상장이 폐지되었다가 이후 회생 절차를 거쳐 최대주주가 산업은행으로 변경되었고, 2018년 나우IB캐피탈이 경영권 지분을 인수했다.
KB제26호스팩과의 합병을 통해 코스닥 시장 재상장을 추진하고 있다.